# Schrankia unicolor
Schrankia unicolor är en fjärilsart som beskrevs av Barend J. Lempke 1949. Schrankia unicolor ingår i släktet Schrankia och familjen nattflyn. Inga underarter finns listade.